# Заслуженный работник культуры Киргизской ССР

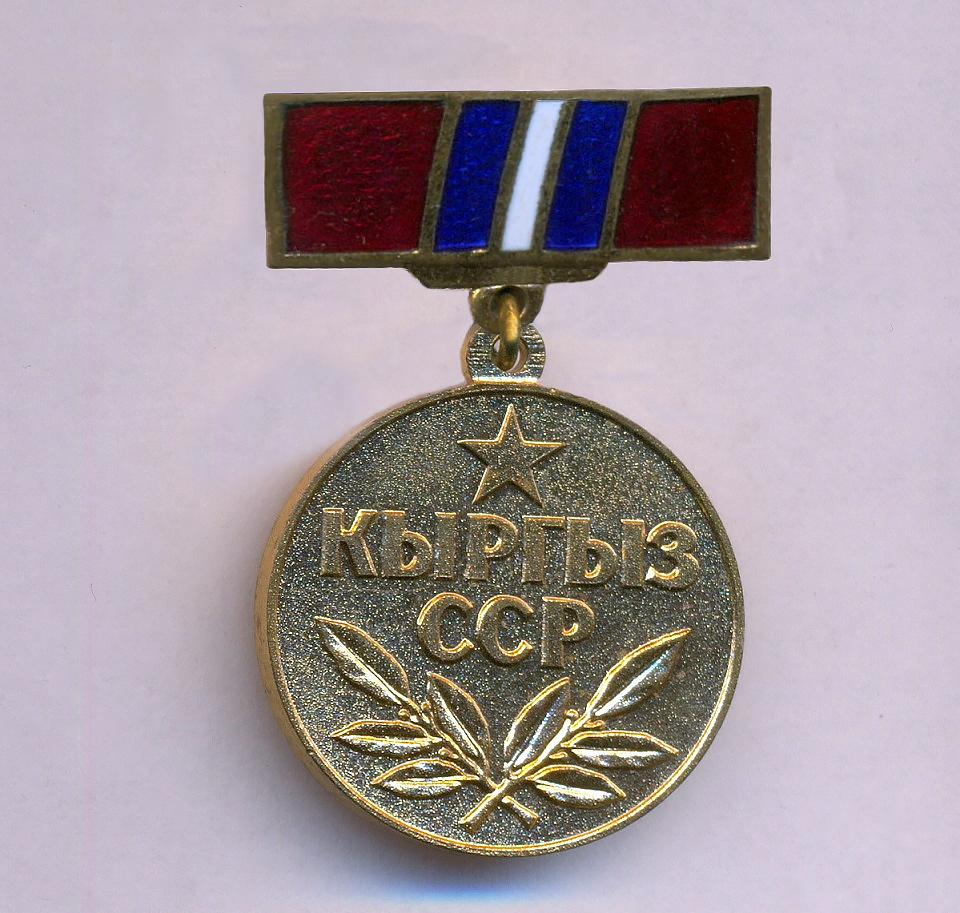
Заслуженный работник культуры Киргизской ССР

Заслу́женный рабо́тник культу́ры Киргизской ССР (кирг. Кыргыз ССРинин маданиятка эмгек сиңирген кызматкери) — почётное звание Киргизской ССР. Учреждено 15 мая 1968 года.
Присваивалось высококвалифицированным работникам учреждений, организаций и органов культуры, искусства, образования, печати, радио и телевидения, участникам самодеятельного творчества и лицам, участвующим в работе организаций, учреждений и органов культуры на общественных началах, за заслуги в развитии культуры.